# LocoRoco 2
LocoRoco 2 es un videojuego desarrollado por SCE Japan Studio y publicado por Sony Computer Entertainment. Es la secuela de LocoRoco y fue lanzado para la consola de juegos portátil PSP. El juego fue lanzado en Japón el 4 de diciembre de 2008, en Norteamérica el 10 de febrero de 2009 y en España el 21 de noviembre de 2008 (incluida toda Europa).

## Historia
Habiendo derrotado con éxito el Cuerpo Moja, los LocoRoco asiente de nuevo en su vida pacífica. Sin embargo, Bon Mucho, el Moja Jefe, no está dispuesto a aceptar la derrota, así que inventa una canción terrible que puede aspirar la fuerza vital de los seres vivos, como un nuevo ataque a los LocoRoco. Armado con esta canción temible, el Moja abordó su meteorito y partió una vez más en una misión para conquistar el planeta LocoRoco. Volver allí, los LocoRoco encuentra la nueva casa Muimui, pero justo después, el meteoro se viene abajo en un Nyokki y las Mojas empezar a atacar de nuevo (chupar la fuerza vital de los seres vivos, y como de costumbre, comer LocoRoco). Los LocoRoco luego se embarcó en un viaje cada vez más épica para restaurar la fuerza de la vida en los seres vivos y para derrotar a los Cuerpos de Moja.

## Nuevas características
LocoRoco 2 tiene muchas nuevas características añadidas a partir de su juego anterior, incluyendo la capacidad de nadar bajo el agua, pasar a través de las grietas, y ganar muchas nuevas habilidades. Nuevos personajes notables en el juego son un mal, el carácter nuevo y temible en el juego es la madre de Bonmucho, Majolinè, los BuiBui (que eran Muimui, pero siendo besado por Majolinè, se convirtiéron en mal y tienen un color rojo para distinguirse de los MuiMui), Viole, una nueva LocoRoco púrpura y una anciana llamada Galanmar.

## Jugabilidad
Como en el juego original, LocoRoco, los controles del reproductor son los mismos, ya que una vez más juegan como el planeta. Los botones L y R son para mover a la izquierda o a la derecha, y al presionar ambos botones al mismo tiempo hace que el planeta bote hacia arriba, lo que hará que el salto de los  LocoRoco. Si el círculo se presiona rápidamente, una grieta de un rayo separa los LocoRoco. Si quería unirse a los LocoRoco de nuevo en uno, el jugador tiene que apretar el círculo rápidamente, lo que provoca un terremoto que combina los LocoRoco de nuevo juntos.